# Angelsberg
Pour la localité en Suède, voir Ängelsberg.
Angelsberg (en luxembourgeois : Angelsbierg ) est une section de la commune luxembourgeoise de Fischbach située dans le canton de Mersch.